# الکساندر نادیرادزه
الکساندر نادیرادزه (گرجی: ალექსანდრე ნადირაძე، روسی: Александр Давидович Надирадзе، زادهٔ ۲۰ اوت ۱۹۱۴، درگذشت ۳ سپتامبر ۱۹۸۷)، مخترع گرجی، طراح و مهندس در زمینهٔ فناوری هواپیما و موشک بوده‌است. او را «پدر» موشک بالستیک قاره‌پیما سیار نامیده‌اند، و سازندهٔ RT-21 Temp 2S و RSD-10 Pioneer و RT-2PM Topol است. بیشتر سلاح‌های امروزی از جمله RT-2PM2 Topol-M و RS-24 Yars بر پایهٔ کارهای نادیرادزه ساخته شده‌اند.